# Yambong
Yambong est un village de la Région du Littoral du Cameroun, situé dans la commune d'Édéa Ier. Il est situé sur la route qui lie Edéa à la ferme suisse puis vers Ekoth.

## Population et développement
En 1967, la population de Yambong était de 65 habitants. La population de Yambong était de 54 habitants dont 27 hommes et 27 femmes, lors du recensement de 2005. Elle est essentiellement composée de Bakoko. 